# Сельцо-Князево
Сельцо-Князево — деревня в Гдовском районе Псковской области России. Входит в состав городского поселения «Гдов» Гдовского района.
Расположена на южной границе города Гдова. Западнее находится деревня Слобода.

## Население
Численность населения деревни по оценке на 2000 год составляет 65 жителей.

## История
Название деревни произошло от прозвища местного жителя "Князь" - Князь Иванко Кириллов-рыболов 1585 г.
До 2005 года деревня входила в состав ныне упразднённой Гдовской волости.